# Исполнительный продюсер
Исполни́тельный продю́сер (англ. executive producer) — должность в индустрии создания коммерческого медиапродукта. В зависимости от того, где работает исполнительный продюсер, он может быть связан с управленческим учётом или с соответствующими юридическими вопросами (например, авторскими правами или роялти). В киноиндустрии работа исполнительного продюсера, как правило, связана с формированием бюджета фильма, хотя звание могут присвоить и просто крупному инвестору. Он обычно не работает на съёмочной площадке, в отличие от большинства других продюсеров.

## Кино
В кино исполнительный продюсер решает финансовые или творческие вопросы, но не работает на съемочной площадке. Обязанности исполнительных продюсеров варьируют от финансирования или привлечения инвесторов в кинопроект до юридических, сценарных, маркетинговых, консультативных и контролирующих вопросов.
Роль исполнительных продюсеров в киноиндустрии возросла с течением времени. В середине-конце 1990-х годов в среднем приходилось чуть меньше двух исполнительных продюсеров на фильм. В 2000 году их количество возросло до 2,5 (больше, чем количество стандартных «продюсеров»). В 2013 году было в среднем 4,4 исполнительных продюсеров в фильме, по сравнению с 3,2 стандартных «продюсеров».

## Телевидение
На телевидении исполнительный продюсер часто руководит творческим содержанием, а также финансовыми аспектами производства телепрограмм. Некоторые авторы (например, Стивен Дж. Кеннел и Тина Фей) сами создавали и продюсировали телешоу. В телешоу может быть больше одного исполнительного продюсера — тогда один из них выполняет функцию главного продюсера. Эта должность известна как шоураннер, или оперативный исполнительный продюсер.
Исполнительный продюсер, который создал успешный сериал, может считаться его продюсером даже когда подал в отставку, уволился, или был уволен из шоу. Но не всегда. Так Фрэнк Дарабонт не смог сохранить пост исполнительного продюсера даже формального после увольнения из "Ходячих мертвецов".
В некоторых случаях исполнительный продюсер, который умер посреди показа сериала мог продолжать значиться его исполнительным продюсером и после смерти. Так было с Уэсом Крейвеном в сериале "Крик", когда режиссёр умер под конец 1 сезона, но его имя продолжало включаться в титры и следующих сезонов.

## Музыка
В музыкальной индустрии различают исполнительного и музыкального продюсеров. Исполнительный продюсер отвечает за финансовые, организационные и управленческие аспекты, а музыкальный продюсер руководит творческим процессом создания альбома или сингла. Исполнительный продюсер может влиять на деятельность артистов через определение круга спонсоров и бюджета проекта, а также места и времени звукозаписи; отбор и наём звукорежиссёров, инженеров сведения и мастеринга, сессионных музыкантов и соавторов.

## Игры
В видеоигровой индустрии термин «исполнительный продюсер» ещё не имеет окончательного определения. Он может касаться представителя внешнего производителя, издателя игры, который работает с ее разработчиками. В 2012 году Jay-Z был заявлен как исполнительный продюсер для NBA 2K13. В этом качестве он появился во введении и список разработчиков, подбирал песни для саундтрека и сделал свой вклад в разработку меню и других визуальных элементов.